# 1657 w polityce

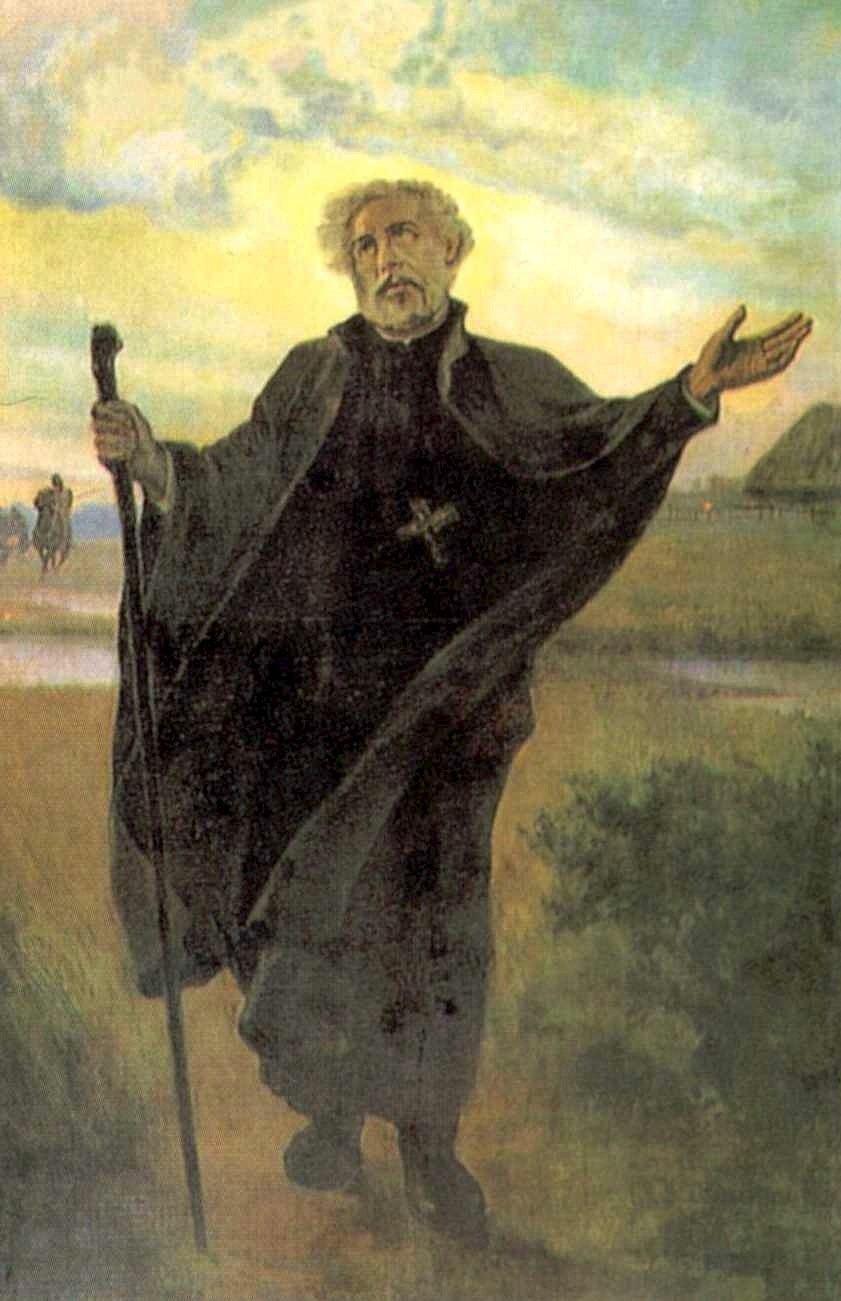
Andrzej Bobola

Wydarzenia polityczne w 1657 roku.

## Wydarzenia
- 16 maja męczeńską śmiercią zginął Andrzej Bobola[1].
- 17 czerwca – II wojna północna: koalicyjne wojska siedmiogrodzko-szwedzkie zajęły Warszawę[2].
- 11 lipca – II wojna północna: zwycięstwo wojsk Rzeczypospolitej dowodzonych przez Stefana Czarnieckiego w bitwie pod Magierowem[3].
- 20 lipca – II wojna północna: klęska wojsk siedmiogrodzkich pod Czarnym Ostrowem[3].
- 23 lipca – II wojna północna: kapitulacja wojsk siedmiogrodzkich w Międzyborzu - Jerzy II Rakoczy zrywa sojusz ze Szwecją i zgadza się wycofać siedmiogrodzkie oddziały i garnizony z terytorium Rzeczypospolitej oraz zapłacić kontrybucję[4].
- 31 lipca – II wojna północna: klęska wojsk siedmiogrodzkich w bitwie z Tatarami pod Wiśniowczykiem - pozostałości wojsk siedmiogrodzkich zostają wzięte w jasyr[4].
- 18 sierpnia – II wojna północna: siedmiogrodzki garnizon Krakowa dowodzony przez generała Jánosa Bethlena opuścił miasto[5].
- 23 sierpnia – II wojna północna: kapitulacja szwedzkiego garnizonu Krakowa przed koalicyjnymi wojskami Rzeczypospolitej i Cesarstwa Habsburgów[6].